# Dolmen des Feuilles I
Der Dolmen des Feuilles I (deutsch „Dolmen der Blätter“) liegt zwischen Claret und Rouet, bei Montpellier im Département Hérault in Frankreich.
Er besteht aus einem geraden Gang und einer Kammer mit zwei Abteilungen und ist insgesamt 14,0 Meter lang. Die Trennung ist nicht als Seelenloch, sondern als koaxialer spitzwinkeliger Durchgang erstellt worden, dessen Steine so hoch aufragen, dass etwa die Hälfte des deckenden Cairns abgetragen worden sein muss.
Der Dolmen ist ein endneolithisches Monument, das zwischen 3200 und 2800 v. Chr. entstand und genutzt wurde. 
Die Dolmen Feuilles II + III in der Nähe, sind weitestgehend zerstört.